# Cihelna v Bažantnici
Cihelna v Bažantnici je přírodní památka, nacházející se v Praze-Hloubětíně, ve svahu pod Kbely, severovýchodně od křižovatky Kbelská – Poděbradská, severně od železniční trati Praha–Turnov a jižně od Vysočanské radiály, mezi zahrádkářskými osadami. Chráněné území je v péči Magistrátu hlavního města Prahy.

## Předmět ochrany
Přírodní památka byla vyhlášena pro ochranu jednoho z nejvýznamnějších odkryvů peruckého a korycanského souvrství českého křídového útvaru se zkamenělými otisky rostlin.

### Flóra
V chráněném území se vyskytují převážně rumištní rostliny: komonice bílá, komonice lékařská, pelyněk černobýl. Stromy rostou pouze po okrajích PP s dominancí břízy bělokoré jako pionýrského druhu stromů. Trnovník akát se zde postupně odstraňuje a částečně nahrazuje výsadbou ovocných stromů.

### Fauna
Území přírodní památky je útočištěm teplomilných druhů brouků, z ptáků zde hnízdí rehek domácí a další běžné křovištní druhy. Drobní savci jsou zastoupeni bělozubkou šedou.